# Alexander von Dusch (Politiker, 1851)

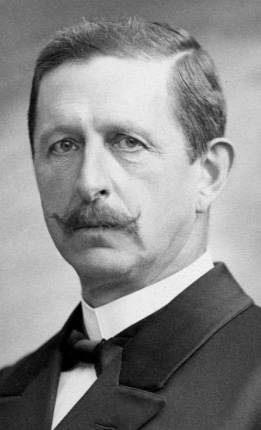
Alexander Freiherr von Dusch

Alexander Freiherr von Dusch (* 11. September 1851 in Karlsruhe; † 17. September 1923 auf Schloss Mauren bei Böblingen) war ein deutscher Politiker und von 1905 bis 1917 badischer Staatsminister.

## Herkunft und Familie
Alexanders Vater Ferdinand (seit 1881: Freiherr) von Dusch (1819–1889), ein Sohn des badischen Außenministers Alexander von Dusch (1789–1876), war Kammerherr und Geheimer Legationsrat in badischen Diensten und 1853–1872 als Gesandter Badens in Württemberg und in der Schweiz im diplomatischen Dienst tätig. Alexanders Mutter Adelheid von Dusch (1826–1898) war die Tochter des württembergischen Regierungsdirektors und Landtagsabgeordneten Karl Johann Sigmund Freiherr Schott von Schottenstein (1792–1882) und dessen erster Frau Adelheid Freiin Brand von Lindau (1796–1830) und damit eine Halbschwester des württembergischen Generals und Ministers Max Schott von Schottenstein.
Alexander von Dusch war seit 1874 verheiratet mit Pauline Bassermann (1853–1935), der Tochter des Schwetzinger Privatiers Gustav Bassermann, aus der bekannten großbürgerlichen Familie aus Mannheim. Das Paar hatte drei Kinder, einen Sohn und zwei Töchter. Eine davon war Else von Löwis, spätere Kulturreferentin der Stadt Stuttgart. Alexander baute für sich und seine Familie ein Haus in Heidelberg, Kaiserstraße 27. Sein gleichnamiger promovierter Sohn, Alexander von Dusch (1877–1939), war zuletzt Regierungsdirektor beim Reichsstatthalter Wagner in Karlsruhe.

## Leben
Nach dem Besuch des Gymnasiums in Stuttgart, wo er wegen der diplomatischen Mission seines Vaters in Württemberg aufwuchs, absolvierte Alexander von Dusch von 1869 bis 1874 ein Jurastudium an der Ruprecht-Karls-Universität in Heidelberg, welches er mit der ersten juristischen Staatsprüfung abschloss. Sein Studium wurde 1870 durch den Deutsch-Französischen Krieg unterbrochen, an dem er sich als badischer Dragoner aktiv beteiligte. Nach Tätigkeiten als Rechtspraktikant und Rechtsreferendar wurde er 1878 Amtsrichter in Mannheim und 1880 Staatsanwalt. Im Jahre 1895 wechselte er nach Karlsruhe und stieg dort 1899 zum Oberstaatsanwalt beim Oberlandesgericht auf.
Im Jahre 1901 trat er in die badische Regierung unter Arthur von Brauer ein und wurde Präsident des badischen Justiz- und Kultusministeriums. Von 1901 bis 1917 war er als badischer Minister Mitglied des Bundesrats in Berlin. 1904 erst erhielt er den Titel eines Ministers und wurde 1905 badischer Regierungschef mit der Bezeichnung „Staatsminister und Präsident des badischen Staatsministerium“. 1911 gab er die Leitung des Kultusministeriums ab und übernahm stattdessen das Ministerium des Großherzoglichen Hauses und der auswärtigen Angelegenheiten. Als Politiker stand Alexander von Dusch den Nationalliberalen nahe. 1917 bat Dusch aus Gesundheitsgründen um die Entlassung aus seinen Ministerämtern, die ihm gewährt wurde. Sein Nachfolger als Regierungschef war Heinrich von Bodman.